# 1262
Cette page concerne l'année 1262  du calendrier julien. Pour l'année 1262 av. J.-C., voir 1262 av. J.-C.
L'année 1262 est une année commune qui commence un dimanche.

## Événements

### Asie
- Juillet-août[1] : Mossoul est pillée par les Mongols.
- Novembre-décembre[2] : 
  - Le khan de la Horde d'or Berké, musulman, conclut une alliance avec le sultan mamelouk Baybars, d’origine Kiptchak, et déclare la guerre à Houlagou Khan[3].
  - Houlagou lance une offensive contre Berké[3]. Il franchit le passage de Derbent qu'il prend le 8 décembre.
- 15 décembre : Houlagou est victorieux de Nogaï mais est battu à son tour sur les bords du Terek en janvier 1263[4].
- À la fin de l'année, le khan de Djaghataï Alghu rompt l'alliance avec Ariq-bögè qui est contraint de faire la guerre sur deux fronts dans sa lutte contre son frère Kubilai Khan. Alghu remporte quelques victoires contre son ancien allié, mais est obligé plus tard de céder du terrain et à se replier sur Samarkand (1262-1263). Ariq-bögè, emporté par la colère, se met à massacrer la population, si bien que ses troupes se rallient à Alghu, et qu’il est contraint de lui demander la paix[3].

- Le khan de la Horde d'or, Berké, qui s’est rangé du côté d’Ariq-bögè contre Kubilai, entre en guerre avec le djaghataïde Alghu (1262-1265). Après son échec, il perd le Khârezm, Otrar et les territoires à l’est de l'Aral[3].
- Le roi malais Candrabhanu de Tambralinga attaque pour la seconde fois (la première était en 1247) l'île de Ceylan (aujourd'hui Sri Lanka), cette fois-ci avec l'aide de forces tamoules et cinghalaises. Il est de nouveau défait et meurt au combat[5].

### Europe
- 8 mars : bataille de Hausbergen[6]. Strasbourg devient ville libre d'Empire (1273).
- 6 mai[7] : le capitaine du peuple Guglielmo Boccanegra est déposé à Gênes. Le podestat est rétabli.
- 28 mai : Le fils de Louis IX, le prince héritier Philippe le Hardi, épouse Isabelle d'Aragon à Clermont[8].
- 13 juin, Montpellier : mariage de Pierre, futur roi d’Aragon avec Constance de Sicile, fille de Manfred[9].
- Juin[10] : la ville de Marseille, appuyée par Boniface de Castellane et par Barral des Baux, se révolte de nouveau contre le comte de Provence Charles d'Anjou et restaure l'ancien système de gouvernement communal. En été, Charles marche sur Castellane et Boniface doit se réfugier à la cour de Barcelone. Marseille assiégée se soumet[11].

- 22 juillet : Ottone Visconti (1208-1295) devient archevêque de Milan[12].
- 14 septembre[13] : prise de Cadix marquant la fin de la grande période de la reconquête.
- Novembre : négociations de paix entre le pape Urbain IV et Manfred Ier de Sicile. Elles provoquent l'exil volontaire des Guelfes de Sienne début décembre[14] Les Guelfes reprennent le pouvoir en Toscane avec l'aide du pape[15].

- 13 novembre : traité entre Charles d'Anjou et les Marseillais qui rétablit le régime instauré en 1257 mais désarme la ville[11].

- Après l'échec de négociations concernant la possession des Hébrides et de l'île de Man, le comte de Ross ravage l'île norvégienne de Skye, ce qui provoque la guerre écosso-norvégienne[16].
- Vieux pacte (Gamli sáttmáli) : L'Islande reconnaît le roi Håkon IV de Norvège, qui lui laisse une autonomie de fait[17].
- Le prince Istvan, qui gouverne en Transylvanie, tourne les armes contre son père le roi de Hongrie Béla IV (1262 et 1265). Il obtient le titre de roi junior après l'accord de Pozsony[18].
- Fondation de l'école municipale de Lübeck en Allemagne[19].